# Arièle Semenoff
Pour les articles homonymes, voir Sémenoff.
Arièle Kogan, dite Arièle Semenoff ou Arièle Sémenoff est une actrice française, née le 3 mars 1947 dans le 16e arrondissement de Paris.

## Biographie

### Vie privée
Mariée à Alain Doutey, Arièle Dominique Kogan, dite Semenoff (ou Sémenoff), est la mère de l'actrice Mélanie Doutey et du dramaturge Nicolas Doutey.
Lors de l'émission Rendez-vous en terre inconnue du 29 novembre 2016, Mélanie Doutey a confié que le grand-père paternel de sa mère (Arièle Sémenoff) était d'origine mongole alors que c'est purement par hasard que Frédéric Lopez avait choisi de l'emmener en Mongolie.

### Carrière
Elle fait principalement carrière au théâtre où elle débute en 1965. En 1972, elle participe à un spectacle des Branquignol avec Robert Dhéry. Dans les années 1970, elle participe à plusieurs pièces de boulevard. En 1974 et 1978, elle apparait dans Au théâtre ce soir avec deux pièces. En 1987, elle joue avec Michel Bouquet dans Le Malade imaginaire de Molière. Elle s'illustre par la suite dans d'autres grands succès théâtraux, Drôle de couple avec Clémentine Célarié, Bagatelle(s) avec Michel Sardou, Panique au Plazza avec Martin Lamotte...
Au cinéma, elle apparaît dans une trentaine de films dont La Boum, Pour la peau d'un flic... Son rôle le plus marquant reste celui de Jacqueline, la réceptionniste de l'hôtel de Christian Clavier dans Les Visiteurs. Elle sera par la suite régulièrement au générique des films d'Olivier Baroux : Ce soir je dors chez toi, Safari, Les Tuche. À la télévision, elle incarne la mère d'Isabelle (Alix Poisson dans la série Parents mode d'emploi), puis joue dans le feuilleton de TF1 Demain nous appartient.

## Filmographie

### Cinéma
- 1977 : Ben et Bénédict, de Paula Delsol : l'accouchée
- 1979 : Il y a longtemps que je t'aime, de Jean-Charles Tacchella : Rolande, l'amie de Gérard
- 1980 : La Boum, de Claude Pinoteau : la belle-mère de Raoul
- 1981 : Croque la vie, de Jean-Charles Tacchella : Mme Manuel
- 1981 : Pour la peau d'un flic d'Alain Delon : Marthe Pigot
- 1982 : Le Braconnier de Dieu, de Jean-Pierre Darras : Magali / sa fille
- 1984 : Pinot simple flic, de Gérard Jugnot
- 1986 : Le Passage, de René Manzor : la maîtresse d'école
- 1986 : Kamikaze, de Didier Grousset : la présentatrice
- 1988 : Deux, de Claude Zidi
- 1990 : Dames galantes, de Jean-Charles Tacchella : madame de Retz
- 1992 : Les Visiteurs , de Jean-Marie Poiré : Jacqueline
- 1993 : Les Ténors, de Francis de Gueltzl : Mme Balin
- 1993 : Fanfan, d'Alexandre Jardin : La mère de Laure
- 1995 : Les Anges gardiens, de Jean-Marie Poiré : Sandrine, l'hôtesse de l'air
- 1997 : Les Sœurs Soleil, de Jeannot Szwarc : Odile Jutard
- 1998 : Les Visiteurs 2 - Les Couloirs du temps, de Jean-Marie Poiré : Jacqueline
- 2001: Le Cœur sur la main, (court-métrage) de Marie-Anne Chazel : la femme au gros chien
- 2001 : J'm'en souviens plus..., court-métrage d'Alain Doutey: la directrice de l'hospice
- 2001 : Sexy Boys de Stéphane Kazandjian : Maman
- 2004 : Au secours, j'ai 30 ans ! de Marie-Anne Chazel
- 2007 : Ce soir je dors chez toi d'Olivier Baroux : La mère de Laetitia
- 2009 : Safari d'Olivier Baroux : Mme Solanse
- 2010 : l'Italien d'Olivier Baroux : Marie-Paule
- 2011 : Les Tuche de Olivier Baroux : La mère de Bichard
- 2011 : Bien au delà, court-métrage de Julien Allary
- 2012 : Nos plus belles vacances de Philippe Lellouche : Nicole Pondemer
- 2012 : Mais qui a retué Pamela Rose ? de Olivier Baroux et Kad Merad : La première dame
- 2017 : Mission Pays basque de Ludovic Bernard : Jackie Morales
- 2019 : Just a Gigolo d'Olivier Baroux : Denise
- 2019 : Joyeuse retraite ! de Fabrice Bracq : Odile
- 2020 : Mon cousin de Jan Kounen : Evelyne Lancelin
- 2022 : Champagne ! de Nicolas Vanier : Sylviane
- 2023 : Nouveau Départ de Philippe Lefebvre : la mère d'Agathe
- 2025 : 100 Millions ! de Nath Dumont : Marie-France

### Télévision
- 1974 : Au théâtre ce soir : Le Procès de Mary Dugan de Bayard Veiller, mise en scène André Villiers, Georges Folgoas, Théâtre Marigny
- 1978 : Au théâtre ce soir : Ce soir à Samarcande de Jacques Deval, mise en scène Raymond Gérôme, réalisation Pierre Sabbagh, Théâtre Marigny
- 1979 : Le Tour du monde en 80 jours d'André Flédérick : Aouada
- 1979 : Madame de Sévigné : Idylle familiale avec Bussy-Rabutin de Gérard Pignol et Jacques Vigoureux :  Madame de Montglas
- 1980 : Le Vol d'Icare de Daniel Ceccaldi : Rose
- 1980 : Médecins de nuit, épisode : Un plat cuisiné de Peter Kassovitz : La présentatrice radio
- 1982 : Jules et Juju d'Yves Ellena : Régine
- 1985 : Un homme comblé de Paula Delsol : Pauline
- 1985 : Je suis à Rio, ne m'attends pas pour dîner d'Alain Ferrari : Edith
- 1988 : Vivement lundi ! (série) : Béatrice
- 1991 : Pas une seconde à perdre de Jean-Claude Sussfeld : Coralie
- 1992 : Le réveillon, c'est à quel étage ?, de Serge Korber : Denise
- 1993 : Le Galopin de Serge Korber : Roberte
- 1994 : Les Grandes Marées de Jean Sagols : La Directrice
- 1994 : Assedicquement vôtre de Maurice Frydland : Vanessa
- 1997 : Le Bahut (série)
- 1997 : Les Petites bonnes de Serge Korber : Rolande
- 1998 : Madame le Consul, épisode L'orpheline du bayou : Marie-France Angremont
- 2000 : Confession d'un tueur d'Alexis Lecaye : Electre
- 2000 : Le Mystère Parasuram de Michel Sibra : Martine Liabeuf
- 2001 : À bicyclette de Merzak Allouache : Chantal
- 2001 : Chère Marianne, épisode Incident diplomatique : Brigitte
- 2002 : Patron sur mesure de Stéphane Clavier : Sylvie
- 2003 : L'Emmerdeuse, épisode Les caprices de l'amour : Mme de Joigny
- 2005 : Parlez-moi d'amour de Lorenzo Gabriele : Miranda
- 2005 : Navarro, épisode La mort un dimanche : Mme Verbeke
- 2006 : Julie Lescaut, épisode L'affaire du procureur : Catherine
- 2007 : Vérités assassines d'Arnaud Sélignac : Mme Cabral
- 2007 : Camping Paradis, épisode Lorsque l'enfant paraît de Sylvie Ayme : Mathilde
- 2008 : Le juge est une femme, épisode Les diamants du palais : Hélène Kimoff
- 2008 : Bébé à bord de Nicolas Herdt : Sophie
- 2008 : Boulevard du Palais, épisode Stationnement dangereux de Christian Bonnet : Mme Fontenelle
- 2009 : La Belle vie de Virginie Wagon : Mme Borghese
- 2009 : Rencontre avec un tueur de Claude-Michel Rome : Hélène Sauléac
- 2010 : Profilage, épisode Addiction : Yvonne Martin
- 2011 : Week-end chez les toquées, épisode Week-end en famille de Laurence Katrian : Odile Guérin
- 2011 : Mes amis, mes amours, mes emmerdes... de Jérome Navarro : Nicole
- 2013 : Le Déclin de l'empire masculin, d'Angelo Cianci : Mireille
- 2013 : Dangereuses retrouvailles de Jérôme Debusschère : Gisèle
- 2013 : Le Goût du partage de Sandrine Cohen : Clarisse
- 2013 : Détectives, épisode Avis de coup de vent : Amandine
- 2014 : Cherif, épisode À ma fille : Florence Ariège
- 2014 : Résistance de Miguel Courtois : Agnès Humbert
- 2014 : Les Fées du logis de Pascal Forneri : Martine Séchan
- 2014 : Un enfant en danger de Jérôme Cornuau : Claudine
- 2014 : Interventions (série de TF1) : Peggy
- 2014 : Nina, épisode Sortie de route : Marie
- 2015 : Une chance de trop de François Velle : Christine Lambert
- 2015 : Parents mode d'emploi (série de France 2) : Patricia
- 2015 : La Stagiaire, épisode Repose en paix de Christophe Campos : Marjorie
- 2016 : Joséphine ange gardien, épisode Enfants mode d'emploi : Cathy
- 2017 : Camping Paradis, épisode Les mots du cœur : Colette, la tante d'Audrey
- 2018 et 2020 : Demain nous appartient (série de TF1) : Catherine Bertrand (épisodes 168 à 301 & 753 à 773)
- 2019 : Les mystères du Bois-Galant de Lorenzo Gabriele : Louise
- 2019 : Coup de foudre à Saint-Pétersbourg de Christophe Douchand : Natacha Olguine
- 2020 : Meurtres à Granville de Christophe Douchand : Catherine de Percy
- 2021 : Mensonges de Lionel Bailliu et Stéphanie Murat : Nanou Villeneuve
- 2022 : Crime à Ramatuelle de Nicolas Picard-Dreyfuss : Christine Lacassagne
- 2024 : Après la nuit d'Indra Siera : Maryse Duval
- 2025 : Meurtres à Douai de Pascale Guerre : Eliane Baudran

## Théâtre
- 1965 : La Nuit de Lysistrata d'Aristophane, mise en scène de Gérard Vergez, Théâtre Édouard VII
- 1966 : Mouche, comédie musicale, musique et paroles de Bob Merrill, livret de Michael Stewart, adaptation de Paul Misraki, mise en scène de Raymundo de Larrain, Théâtre de la Porte-Saint-Martin
- 1966 : La Mère de Bertolt Brecht, mise en scène de Jacques Rosner, TNP, Grenier de Toulouse
- 1967 : Charlie comédie musicale de Donald Driver, mise en scène de Jean Babilée, Théâtre des Nouveautés
- 1968-1969 : Spectacles musicaux mis en scène par Gérard Vergez et Georges Hirsch
- 1969 : Les Bacchantes d'Euripide, mise en scène de Jean-Louis Thamin, Théâtre de l'Ouest parisien, Festival d'Avignon
- 1970 : Le Roi nu d'Evgueni Schwarz, mise en scène de Christian Dente, Festival d'Avignon, Théâtre de l'Athénée-Louis-Jouvet
- 1971 : Théâtre régional des Pays de la Loire
- 1972-1973-1974 : Branquignol, mise en scène de Robert Dhéry et Colette Brosset, Théâtre La Bruyère
- 1972 : Citron automatique, mise en scène de Francis Perrin, Théâtre Firmin Gémier Antony
- 1974 : La Catin aux lèvres douces de René Clair, mise en scène de Jean-Pierre Miquel, Théâtre de l'Odéon
- 1974 : ...Et la fin était le bang de René de Obaldia, mise en scène de Pierre Franck, Théâtre de l'Atelier
- 1976 : Protée de Paul Claudel, mise en scène de Jacques Rosny, tournée
- 1976 : Accapulco madame d'Yves Jamiaque, mise en scène d'Yves Gasc, Théâtre de la Michodière
- 1977 : Et la fête continue revue de la Rose Rouge, mise en scène de Jean-Pierre Grenier et Olivier Hussenot, Théâtre de Boulogne-Billancourt
- 1978 : Le Tour du monde en quatre-vingts jours de Pavel Kohout d'après Jules Verne, mise en scène de Jacques Rosny, Théâtre des Champs-Élysées
- 1979 : Le Tour du monde en quatre-vingts jours de Pavel Kohout d'après Jules Verne, mise en scène de Jacques Rosny, Théâtre des Célestins
- 1980 : Ta bouche opérette de Maurice Yvain, Théâtre Antoine, Théâtre des Bouffes-Parisiens, Théâtre Hébertot
- 1982-1983 : L'Importance d'être Constant d'Oscar Wilde, mise en scène de Pierre Boutron, Théâtre des Mathurins
- 1984 : L'Aide-mémoire de Jean-Claude Carrière, mise en scène d'Yves Fontanel, Théâtre municipal Enghien-les-Bains
- 1987 : Le Malade imaginaire de Molière, mise en scène de Pierre Boutron, Théâtre de l'Atelier, Théâtre des Célestins
- 1989-1990 : Coiffure pour dames, mise en scène de Stéphane Hillel, Théâtre de la Gaîté-Montparnasse
- 1994-1995 : Drôle de couple de Neil Simon, mise en scène de Bernard Murat, Théâtre des Bouffes-Parisiens
- 1996-1997 : Bagatelle(s) de Noël Coward, mise en scène de Pierre Mondy, Théâtre de Paris
- 1999 :  Envers et contre soi de Ben Brown, mise en scène de Daniel Roussel, Petit Théâtre de Paris
- 2002-2003 : Panique au Plazza de Ray Cooney, mise en scène de Pierre Mondy, Théâtre des Variétés
- 2005 : Dans notre petite ville d'Aldo Nicolaï, mise en scène de Michel Fagadau, Studio des Champs-Élysées
- 2006-2007 : Lily et Lily de Pierre Barillet et Jean-Pierre Grédy, mise en scène de Gérard Moulévrier, en tournée
- 2010 : La serva amorosa de Carlo Goldoni, mise en scène de Christophe Lidon, Théâtre Hébertot
- 2013 : Camille à la folie de Jean-Louis Silvi, Théâtre Hébertot
- 2017 : Inséparables de Laurent Junca, mise en scène Cyril Lecomte, théâtre de la Michodière
- 2023 : Chers Parents d’Emmanuel Patron et Armelle Patron, théâtre de Paris